# 大迫古墳
大迫古墳（おおさここふん、大迫金環塚古墳）は、広島県福山市駅家町新山にある古墳。広島県指定史跡に指定されている。

## 概要
広島県東部、神辺平野から北に入った、服部大池北西の谷に面する丘陵端に築造された古墳である。墳丘は削平で失われているほか、発掘調査は実施されていない。
元々の墳形は明らかでないが、円形とする説がある。埋葬施設は両袖式の横穴式石室で、南方向に開口する。花崗岩の巨石を使用した、石室全長11.7メートルを測る大型石室であり、一帯では二子塚古墳（福山市駅家町中島）に次ぐ規模になる。副葬品としては金環1・須恵器（高坏2）がある。築造時期は古墳時代後期の6世紀末（または7世紀初頭）頃と推定される。
古墳域は1948年（昭和23年）に広島県指定史跡に指定されている。

## 埋葬施設

石室俯瞰図

石室展開図

埋葬施設としては両袖式横穴式石室が構築されており、南方向に開口する。石室の規模は次の通り。
- 石室全長：11.7メートル
- 玄室：長さ5.75メートル、幅2.5メートル、高さ2.7メートル
- 羨道：長さ6メートル、幅1.9メートル、高さ2.1メートル

玄室規模が大きい点で特徴を示し、備後地方南部では屈指の巨大石室墳になる。

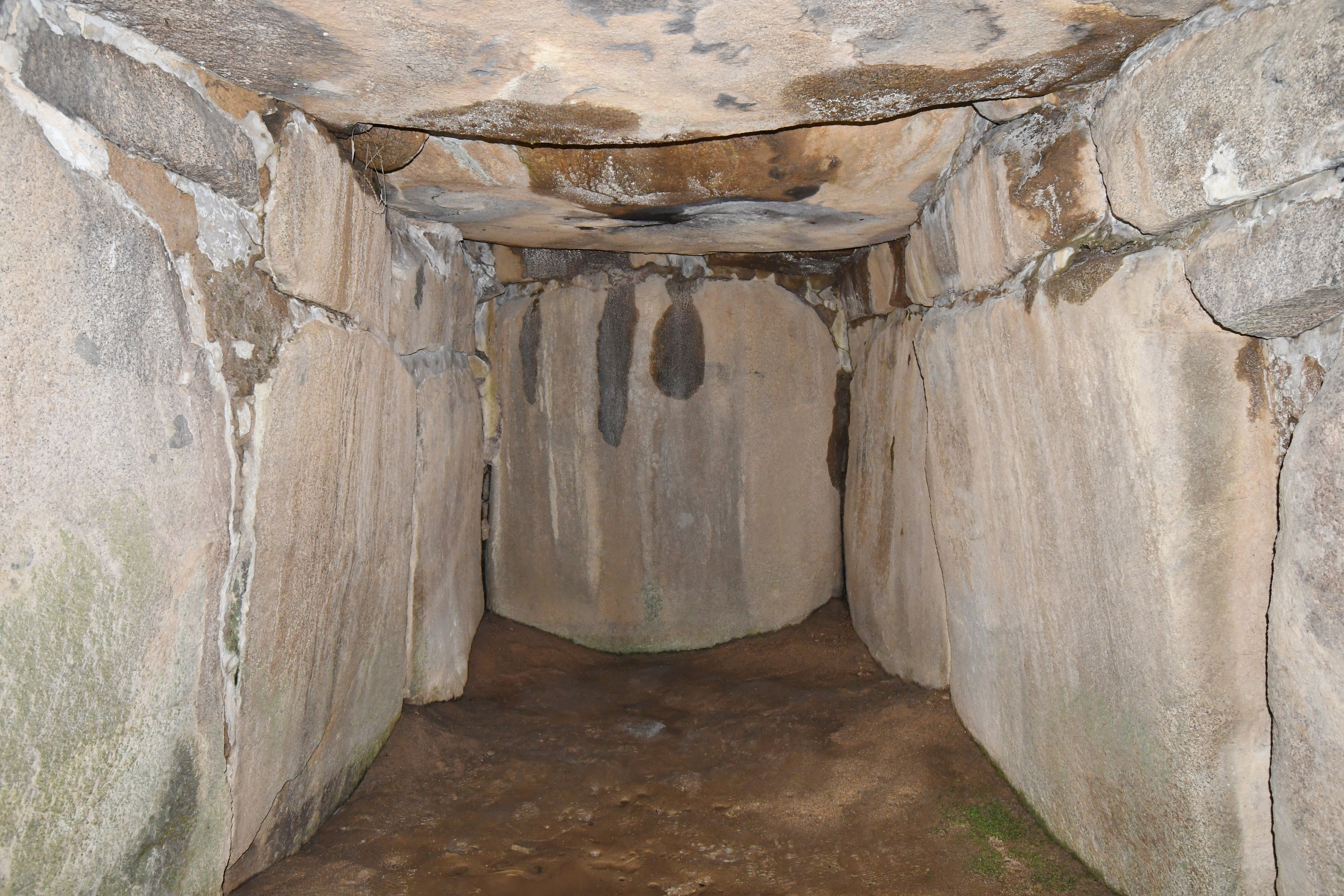
玄室（奥壁方向）
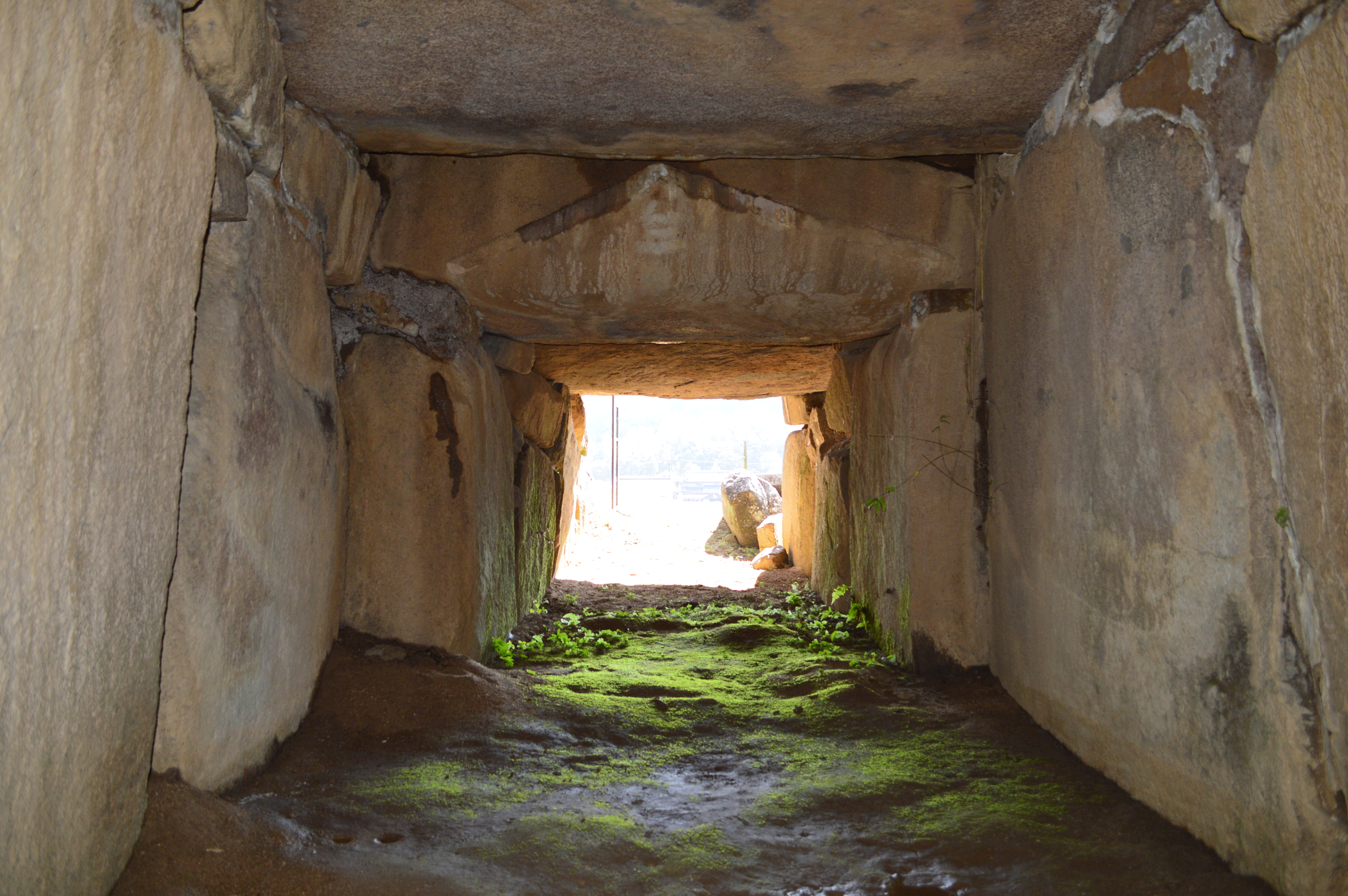
玄室（開口部方向）
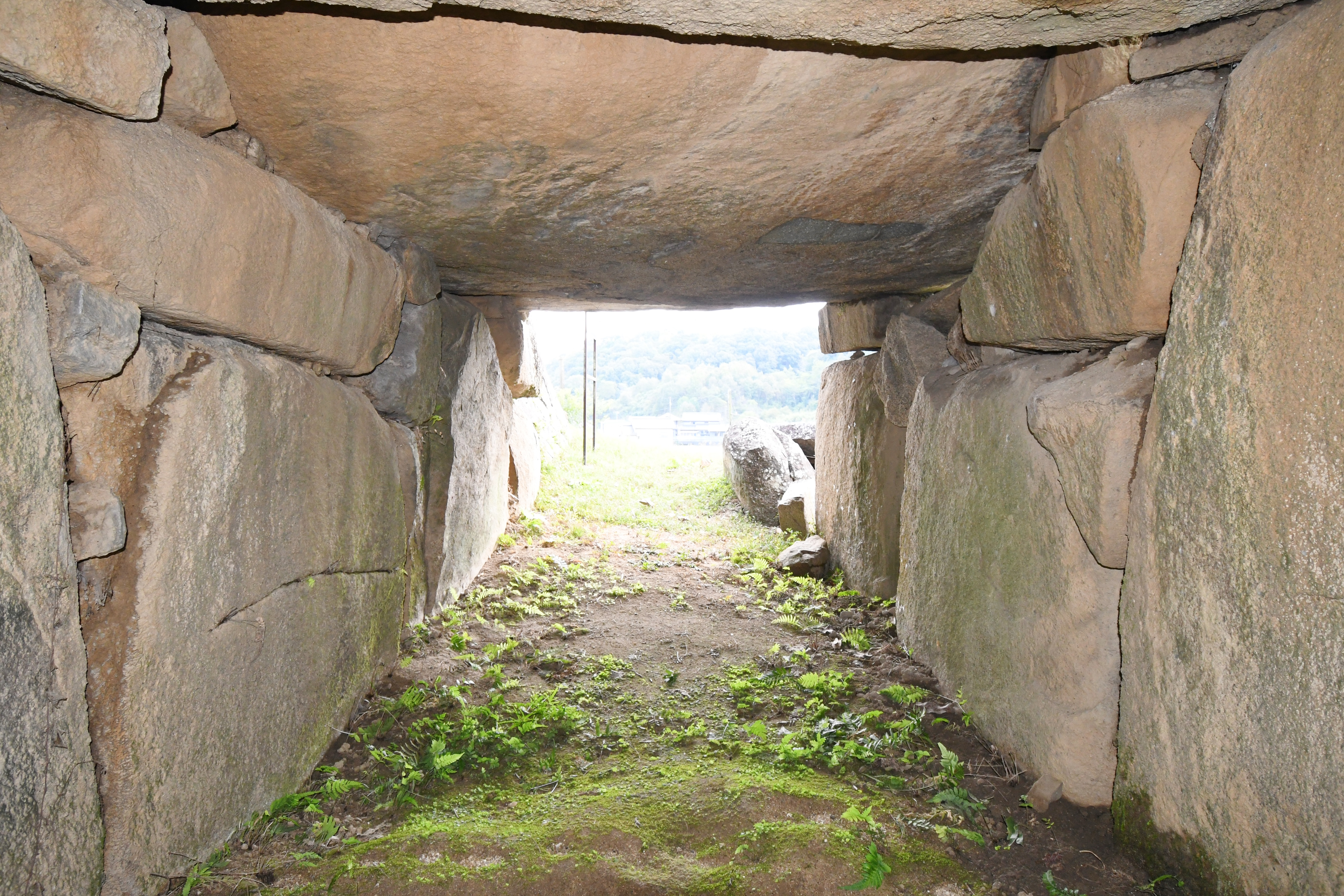
羨道（開口部方向）
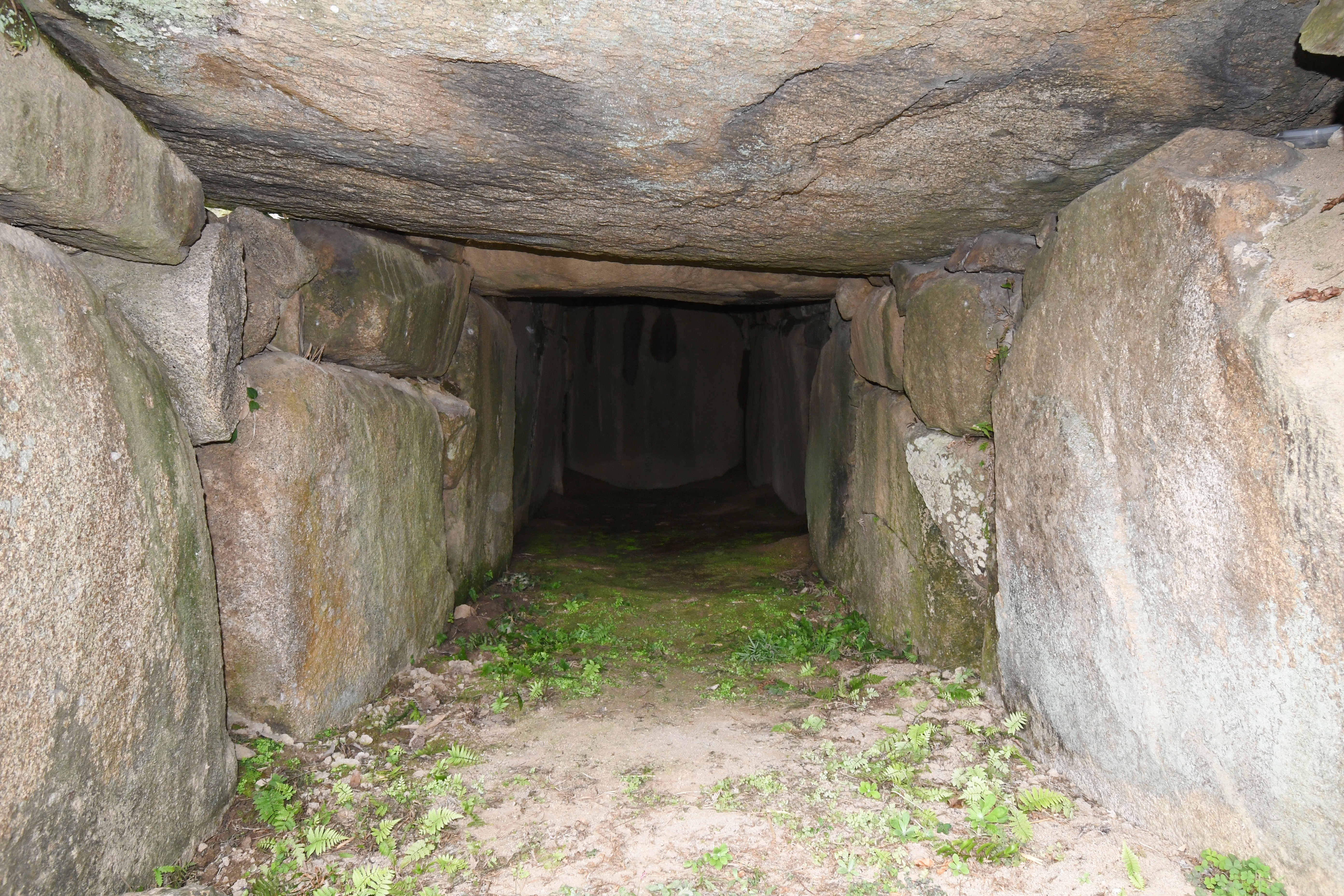
羨道（玄室方向）
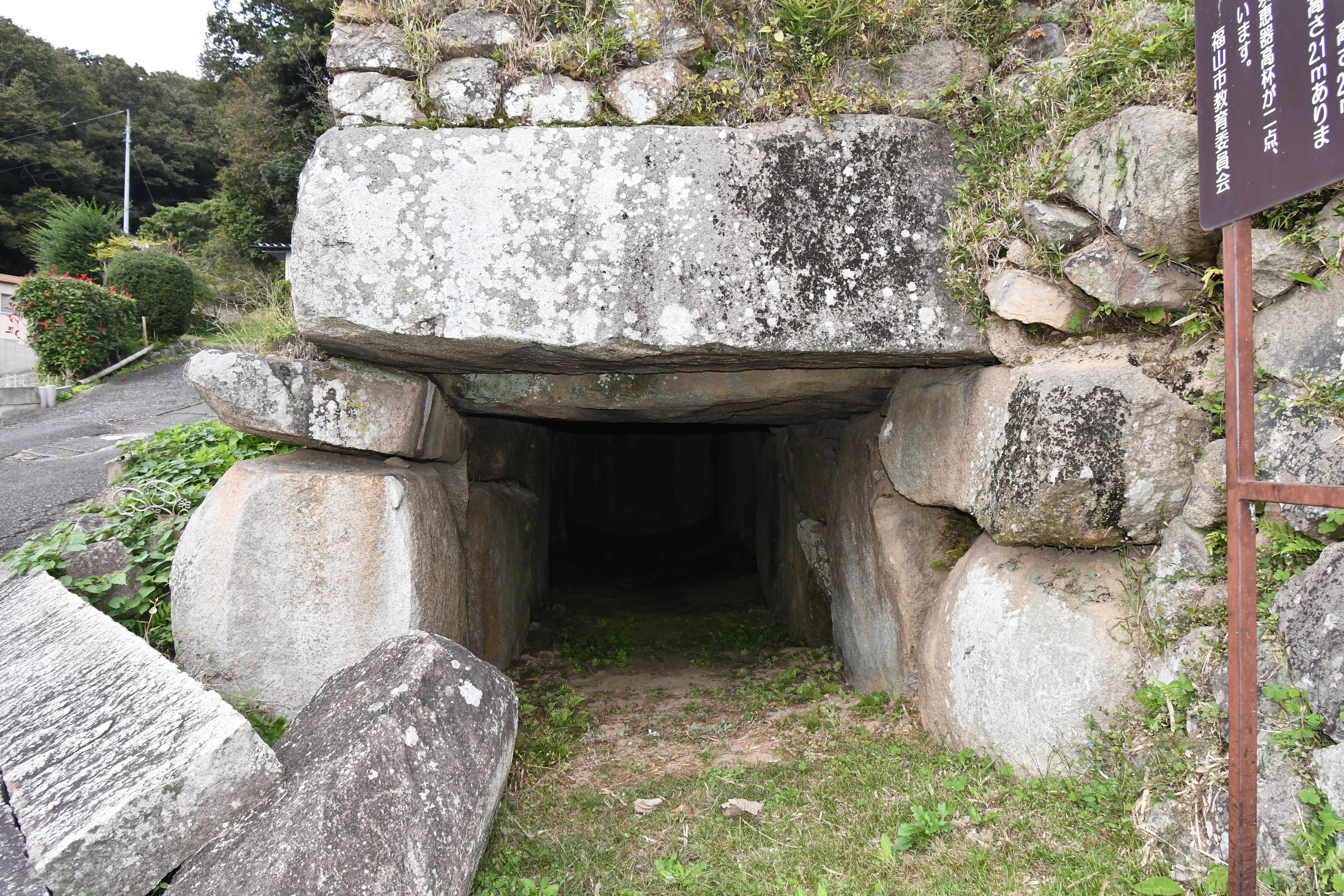
開口部

## 文化財

### 広島県指定文化財
- 史跡
  - 大迫古墳 - 1948年（昭和23年）9月17日指定、1949年（昭和24年）8月2日に指定名称変更[1]。